# Henrik V av Frankrike
Henri Charles Ferdinand Marie Dieudonné d'Artois, greve av Chambord, född 29 september 1820 på Tuilerierna i Paris, död 24 augusti 1883 i Frohsdorf i Lanzenkirchen i Niederösterreich, regerade tekniskt som Henrik V, kung av Frankrike och Navarra från 2 augusti till 9 augusti 1830. Från 1844 till 1883 var han legitimisternas tronpretendent till Frankrikes tron. Han var den siste manlige ättlingen av huset Bourbons äldre linje.

## Födelse och ungdom
Henrik V föddes sju månader efter att hans far hertigen av Berry mördats. Födelsen var en stor nyhet bland legitimisterna eftersom hans farbror Ludvig Anton, hertig av Angoulême var barnlös. De kallade honom till och med för "underbarnet" (l'enfant du miracle), och ett år gammal erhöll han av de franska legitimisterna slottet Chambord och titeln hertig av Bordeaux. Planen att göra detta inköp på statens bekostnad ogillades så starkt av folket att den fick överges.
När hans farfar Karl X den 2 augusti 1830 till följd av julirevolutionen lade ner sin krona och hertigen av Angoulême sina anspråk på den till förmån för Henrik, utropades Henrik vid slottet Rambouillet inför de trupper som fortfarande var trogna till ätten Bourbon till kung under namnet Henrik V. Några dagar därefter blev han dock tvungen att följa sina släktingar i landsflykt och vistades sedan efter omväxlande på slottet Holyrood i Edinburgh, i Prag samt i Österrike, bland annat på Schloss Frohsdorf utanför Wien.
Han uppfostrades, under överinseende av baron Ange Hyacinthe Maxence de Damas, i absolutistiska och ultramontana grundsatser, och övertygade legitimister, såsom hertigarna Pierre Louis Jean Casimir de Blacas och Gaston-François-Christophe de Lévis, var hans främsta rådgivare. För att avsluta sina studier genomförde han 1840 en resa genom Ungern, österrikiska staterna och Italien och blev då på flera platser bemött som regent. Vid återkomsten till Frankrike i juli 1841 bröt han benet vid ett fall från hästen och var till följd därav sedan dess något halt.

## Politisk debut
Efter tillfrisknandet besökte han flera tyska länder och även England. Under denna resa framträdde han 27 november 1843 vid Belgrave Square i London och gjorde där sin politiska debut då han tog emot mer än 300 legitimister som kommit för att hylla honom. Han framställde sig själv vid detta tillfälle öppet som berättigad till franska tronen, medan orléanisternas konungadöme, under Ludvig Filip I av Frankrike, däremot var en usurpation.
Efter februarirevolutionens utbrott 1848 hoppades hans anhängare på en restauration. I Paris väntade den republikanska regeringen på "Henrik V" och hans parti och förberedde sig på att möta dem med våld. Det hände dock aldrig eftersom han själv väntade på den dag då Frankrike tröttnat på experimenten och skulle vända sina blickar till honom. Åren 1849 och 1850 framträdde han då och då vid Frankrikes gränser, bland annat på legitimistmötena i Ems, Köln och Wiesbaden för att uppmuntra sina anhängare.
När Louis Napoleons presidentskap, som legitimisterna uppfattat som bra för sin sak, förvandlades till kejsardöme 1852 minskade dock hoppet för bourbonerna.

## Nytt hopp
När sedan Napoleon föll 1870 ljusnade åter utsikterna. Vid valet till nationalförsamlingen 1871 skapades en majoritet för Orleánisterna och Bourbonerna. Henrik återvände då till Frankrike och från slottet Chambord utfärdade han en proklamation att det endast var under Henrik IV:s vita fana och inte under trikoloren som Frankrike kunde bli stort igen. Detta uttalande omöjliggjorde dock en sammansmältning av de två ättegrenarna Bourbon och Orléans, vilket var något som anhängare på båda sidor arbetat för ända sedan 1850-talet, för att få ett slut på fiendskapen sedan julirevolutionen 1830.
Efter Adolphe Thiers fall från makten 23 maj 1873 besöktes han 5 augusti av Ludvig Filip, greve av Paris, den orléanistiska grenens huvudman, i Frohsdorf. Denne erkände honom som den före detta franska kungafamiljens huvudman. Restaurationen verkade då mycket närmare när man kunde ena de två rojalistiska fraktionerna. I Frankrike väntade man under loppet av september 1873 därefter på en statskupp syfte att åstadkomma en restauration. En deputation af nationalförsamlingens högerkrafter genomförde 12 oktober ett besök hos Henrik och situationen framstod som klar för handling. Då offentliggjordes ett brev från den honom av den 27 oktober där han vägrade att låta sig bindas av några villkor för att uppnå kronan eller lämna några garantier för folkets frihet. Detta omintetgjorde varje tanke på att slå ihop de två fraktionerna eller få till en legitimistisk restauration.

## Familj
Henrik V gifte sig med Maria Teresa av Modena, dotter till den rike hertigen av Modena. De fick inga barn och efter hans död gick hans anspråk på den franska tronen till huset Orléans. De mest oförsonliga legitimisterna hävdade dock att den spanska grenen av huset Bourbon hade bättre rätt till Frankrikes krona. Hans egendomar, bland annat slottet Chambord, ärvdes av hans systerson Robert I av Parma.